# حورس با
حورس با هو اسم سيرخ لفرعون يُعتَقد أنه حكم قليلاً بين الأسرتين الأولى و‌الثانية المصريتين.